# 몰리 치크
몰리 치크(Molly Cheek, 1950년 3월 2일 ~ )는 미국의 배우, 텔레비전 배우, 영화배우이다.
브롱스빌에서 태어났다.

## 영화
- 아메리칸 파이: 19금 동창회 (2012년) - 짐 엄마 역
- 드래그 미 투 헬 (2009년) - 트루디 댈튼 역
- 부라더 2018 (2007년) - 캐롤 역
- 아메리칸 호스트 (2007, Cougar Club)
- 스파이더맨 2 (2004년)
- 에이프릴 샤워 (2003년) - 프래니 역
- 아메리칸 파이 3 - 아메리칸 웨딩 (2003년) - 짐의 엄마 역
- 아메리칸 파이 2 (2001년) - 짐의 엄마 역
- 아메리칸 파이 (1999년)
- 스모크 시그널스 (1998년)
- 개구쟁이 도기 (1993년)
- 외계인 새 엄마 (1993년)
- 보디 백 (1993년)
- 외계 소년 퍼플 (1988년)
- 댄스 파티 (1988년)
- 작은 친구들 (1985년)
- 탐정수첩 (1983년)
- 시카고 스토리 (1982년)
- 다이너스티 (1981년)
- 사랑의 심판 (1980년)